# Lepisorus ussuriensis
Lepisorus ussuriensis là một loài thực vật có mạch trong họ Polypodiaceae. Loài này được (Regel & Maack) Ching miêu tả khoa học đầu tiên năm 1933.